# Stanley Cup
Ne doit pas être confondu avec la Coupe Stanley, un trophée de hockey sur glace appelé Stanley Cup en Amérique du Nord.
La Stanley Cup, aussi appelée « Stanley Quencher » ou plus formellement « Adventure Quencher Travel Tumbler », est le surnom d'un contenant pour liquides, une sorte de gourde d'environ un litre, en acier recyclé, fabriquée par l'entreprise américaine Stanley 1913 (en). L’ustensile devient un accessoire et phénomène de mode, un marqueur social et un objet de collection dans les années 2020, à la suite du succès qu'il rencontre sur TikTok puis Instagram, devenant ainsi symbole de surconsommation.

## Présentation
L'entreprise qui sera appelée plus tard « Stanley 1913 » est fondée dans le Massachusetts en 1913 par William Stanley Jr. qui dépose cette année là un brevet sur une bouteille isotherme, la « vacuum flask », essentiellement destinée aux ouvriers pour leurs boissons chaudes.
De nos jours l'entreprise, installée à Seattle, commercialise glacières, thermos, mugs, réchauds à gaz ou des kits de cuisine pour le trekking et le camping. Sa « bouteille Stanley » reste un classique de sa gamme, longtemps sa meilleure vente. Pourtant, ce récipient créé en 2016 et dont les ventes sont médiocres, se voit retiré du marché trois ans plus tard. Cette année là, les gourdes isothermes Hydro Flask sont alors à la mode. Mais dès 2020, Les fondatrices du blog de shopping « The Buy Guide » insistent pour le retour de la Stanley Quencher qu'elles avaient déjà présenté fin 2017 ; avec l'entremise de l'entreprise, elles en font un succès sur TikTok, par un effet boule de neige,,. Cette présence sur les réseaux sociaux se voit renforcée par des vidéos avec des influenceurs, des personnalités comme Justin Bieber, ou d'autres virales,, comme celle montrant une émeute pour l’achat de l'objet,. Le succès s’appuie également sur « ses couleurs pastel instagrammables, son design épuré et le storytelling d’un mode de vie sain et écoresponsable », sans usage de bouteilles en plastique, le tout doublé d'un marketing entretenu à base de séries limitées rendues désirables ayant créé un marché parallèle de reventes. Cette frénésie de collections, visible sur les réseaux sociaux, entraine une surconsommation éloignée de l’écoresponsabilité, des ambitions écologiques affichées par le fabricant, avec pour conséquence une empreinte carbone élevée,,,. Pourtant, supposée être un achat durable puisque la Stanley Quencher reste « réutilisable à vie » et qu'« il n'est jamais nécessaire de le jeter ou de le remplacer » d'après la marque, le bénéficie écologique d'une gourde en acier peu utilisée ou en plusieurs exemplaires laisse sceptique et reste à prouver, face à ses contraintes énergétiques pour sa fabrication,,. En quelques années, Stanley 1913 a vu son chiffre d'affaires multiplié par dix,. Fabriquée en Chine et au Brésil, il se vend 10 millions d'unités de la Stanley Quencher durant l'année 2023.